# Anna te Drieën

Leonardo da Vinci: Maria met kind en Sint-Anna, 1510 (Louvre)

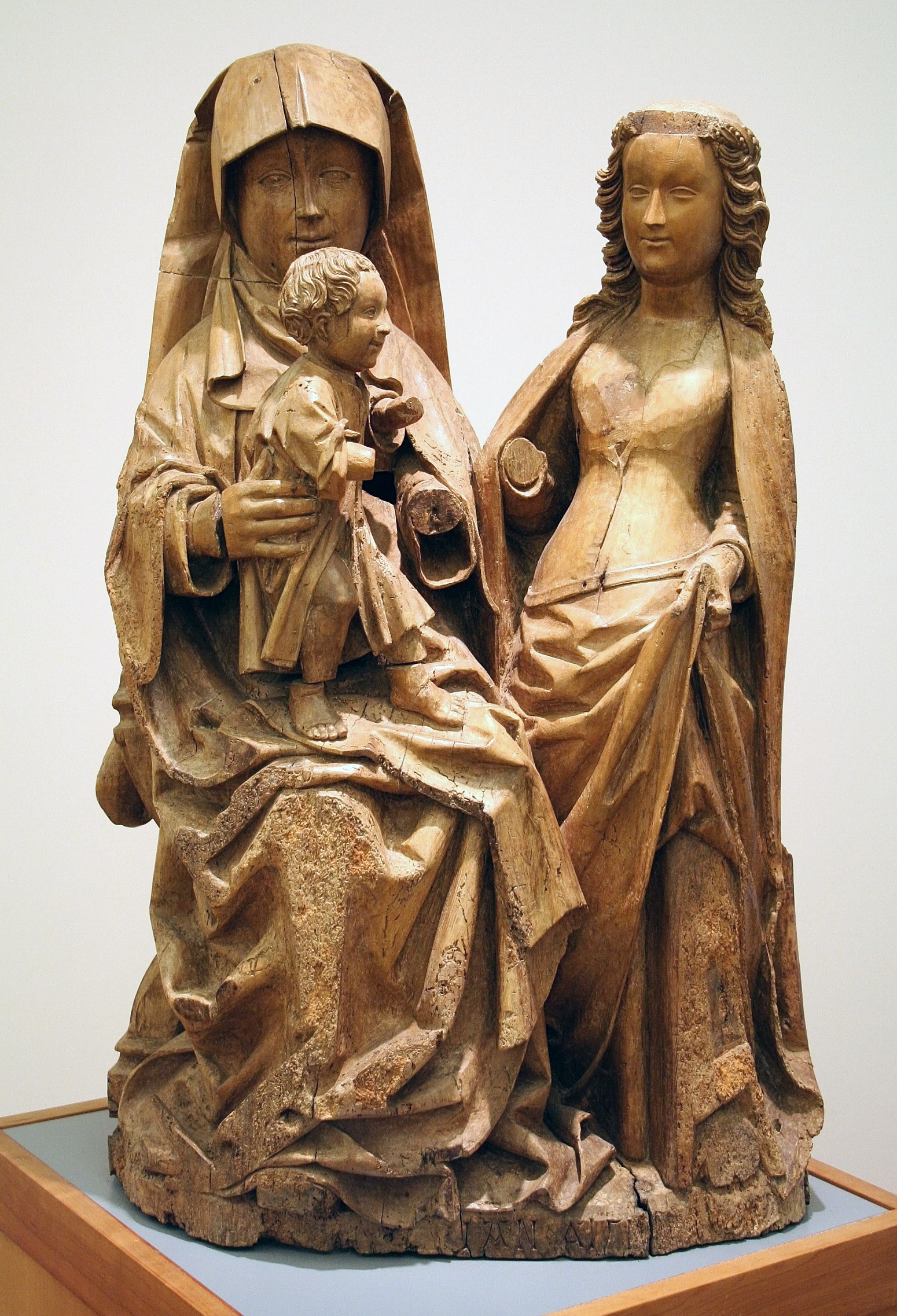
Jan van Steffeswert: Anna te Drieën, 1511? (Bonnefantenmuseum)

Anna te Drieën of Annatrits is een voorstelling uit de christelijke iconografie van de heilige Anna met haar dochter Maria en haar kleinkind Jezus.
De heilige Anna werd in de vijftiende eeuw een van de bekendste en geliefste heiligen. Als grootmoeder van Jezus dacht men haar bijzondere macht toe als hemelse voorspreekster bij haar kleinzoon. Haar verering nam grootse vormen aan met name in het Rijnland en de Nederlanden. Daar is de laatste dertig jaar veel onderzoek naar gedaan. In vele steden werden Anna-Broederschappen opgericht, die zich inspanden om in kerken een eigen kapel te stichten, waar de leden wekelijks bijeenkwamen om er hun heilige te eren. Op schilderijen en in beeldhouwwerken werd de heilige Anna afgebeeld, samen met haar kind Maria en haar kleinkind Jezus. Men noemt deze voorstelling: Anna te Drieën.
In de vijftiende eeuw werd Anna als volwassen vrouw staand afgebeeld, met Maria als klein meisje op haar arm en Jezus als baby op de schoot van Maria, of Anna zittend met Maria als klein meisje op haar schoot, terwijl Maria de baby Jezus op haar schoot droeg. Deze voorstelling gaf tot in het begin van de 16e eeuw het belang van Anna in het drietal Anna, Maria en Jezus aan: Anna was, als grootmoeder van Jezus, de machtigste.
In de zestiende eeuw veranderde dat sterk. Maria wordt nu de evenknie van Anna en wordt daarom afgebeeld als volwassen jonge vrouw. Zij zit of staat rechts van Anna. Anna heeft dikwijls een geopend boek (de Bijbel) op haar schoot of in haar hand. In de andere hand houdt zij vaak een vrucht, meestal een druiventros. Het al of niet geklede Jezuskind zit op de schoot van Maria of staat tussen de beide vrouwen en gaat op weg naar grootmoeder Anna. De belangrijke rol van Anna verdwijnt mede door de Reformatie.
Anna te Drieën wordt ook wel de "aardse Drie-Eenheid" (in het Latijn Trinitas Terrestris) genoemd in tegenstelling tot de "goddelijke Drie-Eenheid" (Trinitas Caelestis). Na het concilie van Trente (1545-1563) wordt deze titel echter steeds meer gereserveerd voor de Heilige Familie (Jezus, Maria en Jozef).
Na de Reformatie begon de bloeiperiode van de Anna-verering langzaam achteruit te gaan. Na 1600 krijgt een andere voorstelling de overhand: Anna te Tweeën. Het gaat dan om Anna met Maria. Dikwijls heeft Anna of Maria een geopend boek in de hand, waar Maria in leest en Anna naar wijst.
De Duitse benaming voor Anna te Drieën is "Anna Selbdritt", in het Frans is dit "Anne Trinitaire".

## Galerij

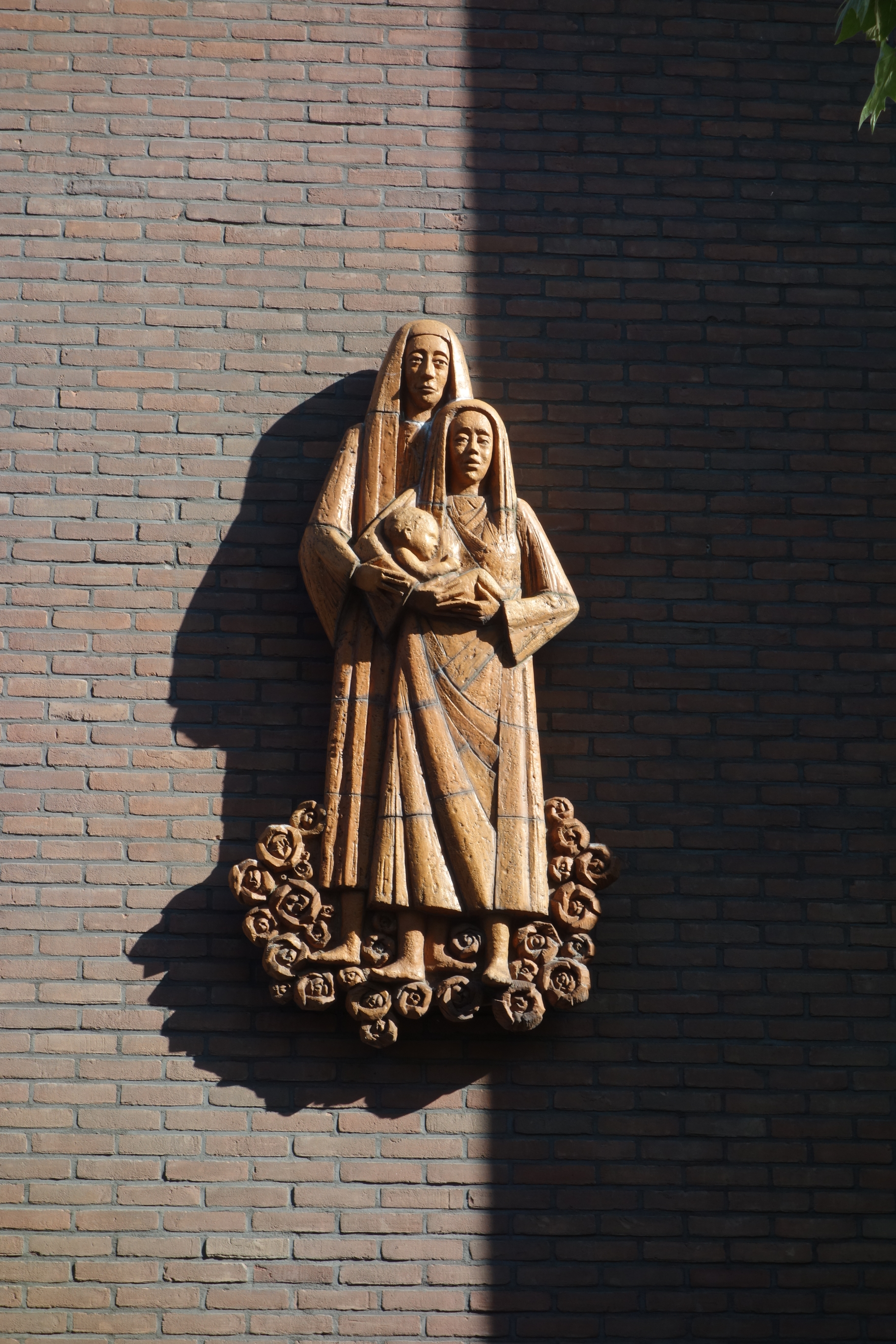
Anna te Drieën in Delft
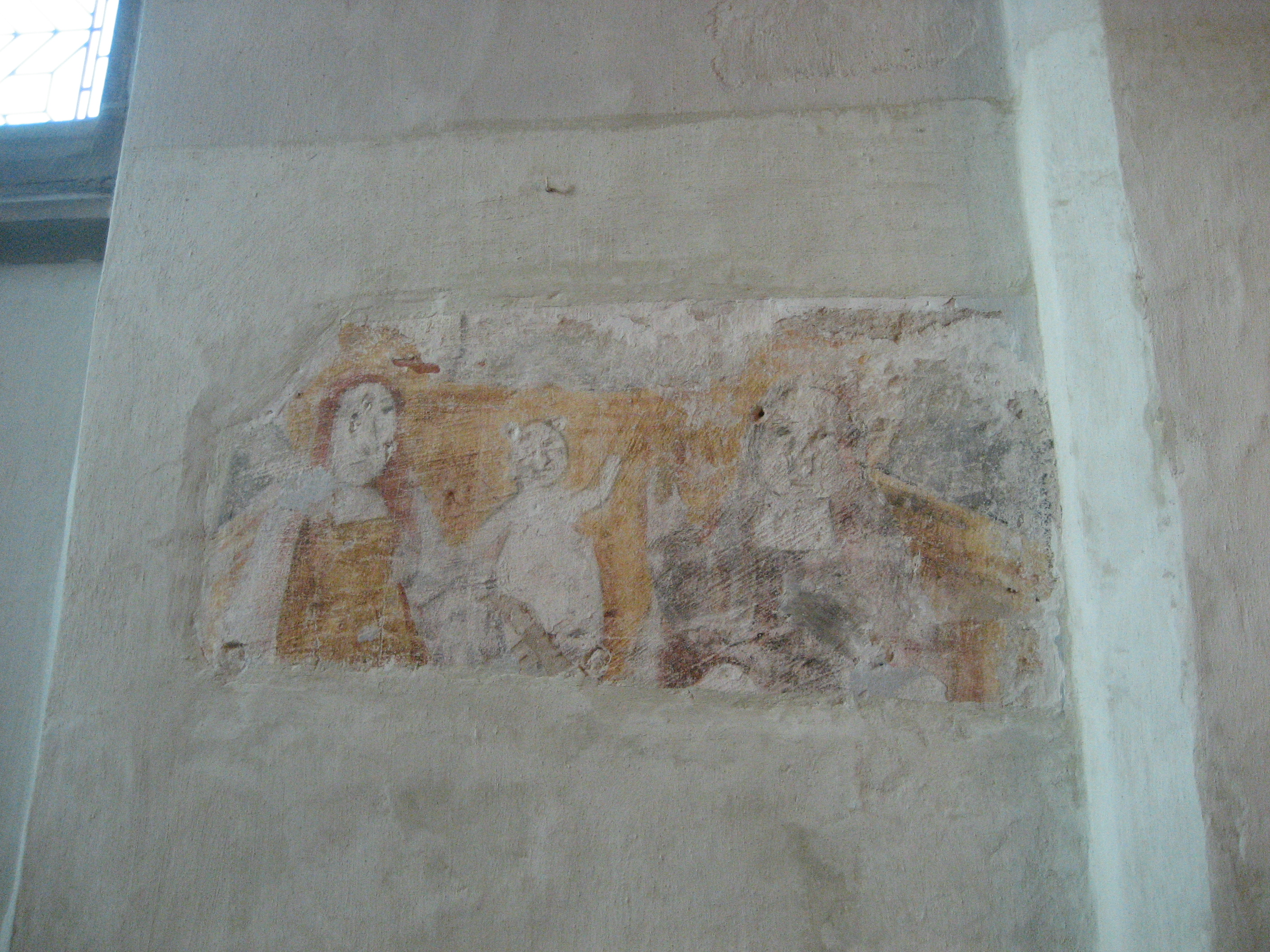
15e-eeuwse muurschildering in Aalten
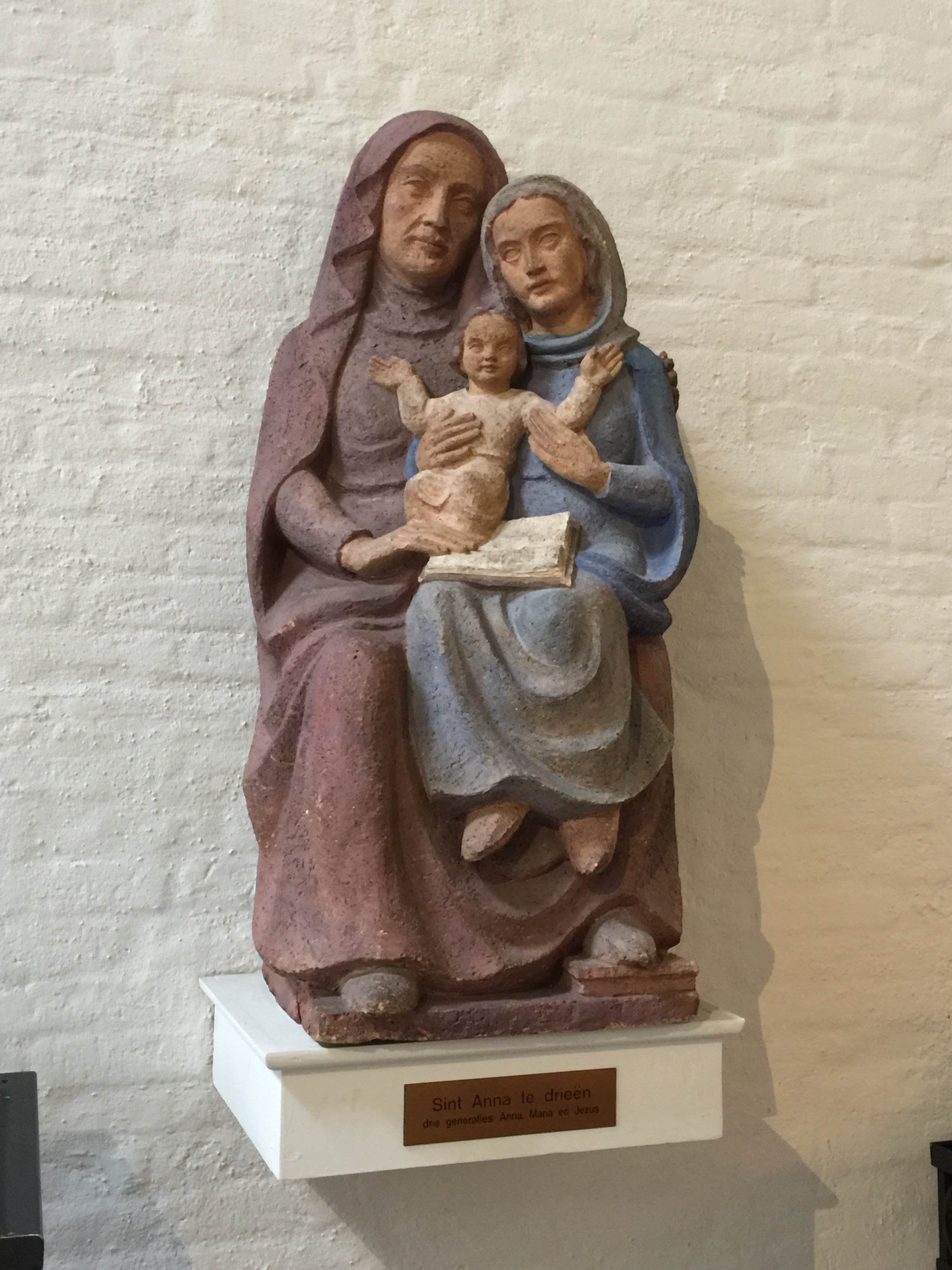
Anna te Drieën in Nijmegen